# Pseudomastax coprophila
Pseudomastax coprophila är en insektsart som beskrevs av Marius Descamps 1982. Pseudomastax coprophila ingår i släktet Pseudomastax och familjen Eumastacidae. Inga underarter finns listade i Catalogue of Life.